# 8809 Roversimonaco
8809 Roversimonaco este un asteroid din centura principală de asteroizi.

## Descriere
8809 Roversimonaco este un asteroid din centura principală de asteroizi. A fost descoperit pe 24 noiembrie 1981 la Stația Anderson Mesa de Edward L. G. Bowell. Asteroidul prezintă o orbită caracterizată de o semiaxă mare de 2,78 ua, o excentricitate de 0,28 și o înclinație de 10,7° în raport cu ecliptica.